# Schronisko „Orzeł”

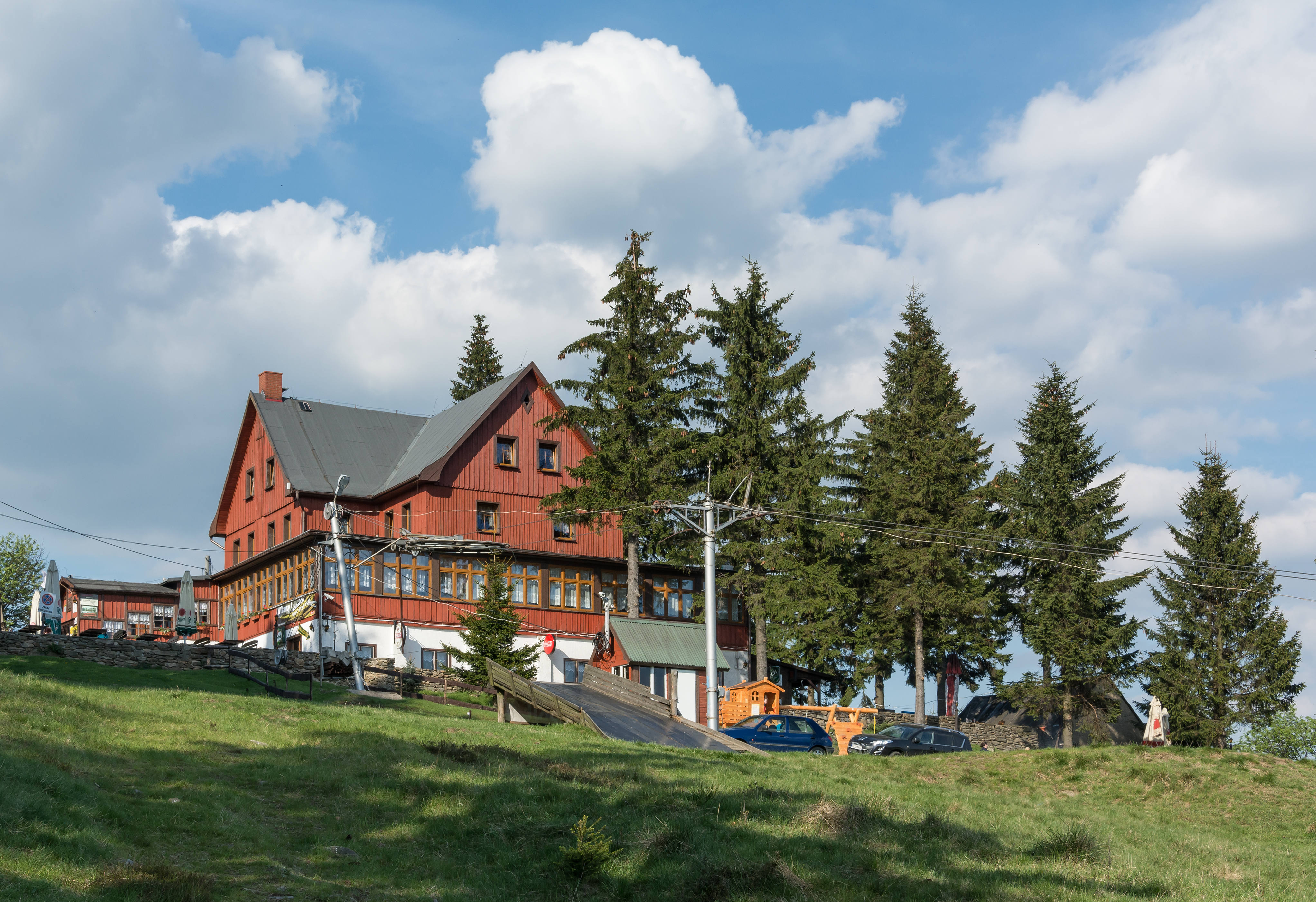
Widok od południowego zachodu

Schronisko „Orzeł” (dawniej Eulenkoppenbaude, Bismarckbaude) – schronisko turystyczne położone w Górach Sowich, przy drodze z Przełęczy Sokolej do schroniska „Sowa” i na Wielką Sowę, pod szczytem Sokolicy, na wysokości 844 m n.p.m..

## Położenie
Poniżej schroniska znajdują się rozległe łąki, ciągnące się w kierunku doliny Czarnego Potoku, a powyżej są rozległe lasy dolnoreglowe.  

## Historia
Schronisko powstało w roku 1930. Zostało zbudowane na zlecenie mistrza krawieckiego Juliusa Dintera. Zaraz po II wojnie światowej było nieużytkowane. W 1950 przejął je Fundusz Wczasów Pracowniczych, natomiast w 1960 Przedsiębiorstwo Usług Turystycznych „Śnieżnik”. W roku 1968 zostało oddane w ajencję, a w 1992 sprywatyzowane i pozostaje nieprzerwanie w rękach tej samej rodziny.

## Oferta
Schronisko posiada 90 miejsc noclegowych w pokojach od 1- do 6-osobowych oraz w dwóch salach zbiorowych (8- i 12-osobowej). Schronisko prowadzi zarówno bufet jak i całodzienne wyżywienie. Przy obiekcie funkcjonują dwa wyciągi narciarskie.

## Szlaki turystyczne
Obok schroniska przechodzi  szlak z Rzeczki na Wielką Sowę.